# Новоолександрівка (Привільненська сільська громада)
Новоолекса́ндрівка — село в Україні, у Привільненській сільській громаді Баштанського району Миколаївської області. Населення становить 15 осіб.

## Географія
У селі бере початок Балка Собі Робе.

## Населення
Згідно з переписом УРСР 1989 року чисельність наявного населення села становила 76 осіб, з яких 34 чоловіки та 42 жінки.
За переписом населення України 2001 року в селі мешкали 54 особи.

### Мова
Розподіл населення за рідною мовою за даними перепису 2001 року:
| Мова       | Відсоток |
| ---------- | -------- |
| українська | 94,44 %  |
| російська  | 5,56 %   |